# Taça Boa Vista 2024
La Taça Boa Vista de 2024, correspondió a la 30ª edición de la primera ronda del Campeonato Roraimense, y contó con la participación de 9 equipos.
Se disputó del 16 de marzo al 16 de abril de 2024.

## Sistema de disputa
Los nueve equipos se dividieron en 2 grupos, el grupo A formado por 4 equipos, y el grupo B por 5. Los equipos del mismo grupo se enfrentaron entre sí. Los dos mejores equipos de cada grupo clasificaron a las semifinales.

## Primera fase

### Grupo A
| Pos. | Equipo           | Pts. | PJ | G | E | P | GF | GC | Dif. | Clasificación 2024            |
| ---- | ---------------- | ---- | -- | - | - | - | -- | -- | ---- | ----------------------------- |
| 1    | São Raimundo     | 9    | 3  | 3 | 0 | 0 | 9  | 1  | +8   | Clasificado a las semifinales |
| 2    | Náutico          | 4    | 3  | 1 | 1 | 1 | 4  | 4  | 0    | Clasificado a las semifinales |
| 3    | Atlético Roraima | 2    | 3  | 0 | 2 | 1 | 2  | 6  | −4   |                               |
| 4    | Rio Negro        | 1    | 3  | 0 | 1 | 2 | 1  | 5  | −4   |                               |

Actualizado a los partidos jugados el 9 de abril de 2024.
 Fuente: Globo Esporte
- La hora de cada encuentro corresponde al huso horario correspondiente al Estado de Roraima (UTC-4).

| Fecha       | Hora  | Partido          | Partido | Partido          |
| ----------- | ----- | ---------------- | ------- | ---------------- |
| 16 de marzo | 16:30 | São Raimundo     | 4-0     | Atlético Roraima |
| 19 de marzo | 21:00 | Rio Negro        | 0-2     | Náutico          |
| 30 de marzo | 16:30 | Rio Negro        | 1-1     | Atlético Roraima |
| 30 de marzo | 18:30 | Náutico          | 1-3     | São Raimundo     |
| 6 de abril  | 18:30 | São Raimundo     | 2-0     | Rio Negro        |
| 9 de abril  | 19:00 | Atlético Roraima | 1-1     | Náutico          |

### Grupo B
| Pos. | Equipo        | Pts. | PJ | G | E | P | GF | GC | Dif. | Clasificación 2024            |
| ---- | ------------- | ---- | -- | - | - | - | -- | -- | ---- | ----------------------------- |
| 1    | GAS           | 12   | 4  | 4 | 0 | 0 | 13 | 4  | +9   | Clasificado a las semifinales |
| 2    | Monte Roraima | 7    | 4  | 2 | 1 | 1 | 9  | 4  | +5   | Clasificado a las semifinales |
| 3    | River         | 7    | 4  | 2 | 1 | 1 | 9  | 5  | +4   |                               |
| 4    | Real          | 3    | 4  | 1 | 0 | 3 | 8  | 6  | +2   |                               |
| 5    | Progresso     | 0    | 4  | 0 | 0 | 4 | 1  | 21 | −20  |                               |

Actualizado a los partidos jugados el 9 de abril de 2024.
 Fuente: Globo Esporte
- La hora de cada encuentro corresponde al huso horario correspondiente al Estado de Roraima (UTC-4).

| Fecha       | Hora  | Partido       | Partido | Partido       |
| ----------- | ----- | ------------- | ------- | ------------- |
| 16 de marzo | 18:30 | Progresso     | 0-6     | GAS           |
| 19 de marzo | 19:00 | River         | 1-1     | Monte Roraima |
| 23 de marzo | 16:30 | Real          | 1-2     | River         |
| 23 de marzo | 18:30 | Monte Roraima | 5-1     | Progresso     |
| 26 de marzo | 19:00 | Real          | 1-2     | GAS           |
| 26 de marzo | 21:00 | River         | 4-0     | Progresso     |
| 2 de abril  | 19:00 | Progresso     | 0-6     | Real          |
| 2 de abril  | 21:00 | GAS           | 2-1     | Monte Roraima |
| 6 de abril  | 16:30 | GAS           | 3-2     | River         |
| 9 de abril  | 21:00 | Monte Roraima | 2-0     | Real          |

## Fase final

### Semifinales
| Fecha       | Hora  | Partido      | Partido | Partido       |
| ----------- | ----- | ------------ | ------- | ------------- |
| 13 de abril | 17:00 | São Raimundo | 2-1     | Monte Roraima |
| 13 de abril | 19:00 | GAS          | 1-0     | Náutico       |

### Final
| Fecha       | Hora  | Partido      | Partido | Partido |
| ----------- | ----- | ------------ | ------- | ------- |
| 16 de abril | 19:30 | São Raimundo | 2-1     | GAS     |

## Campeón
| Taça Boa Vista 2024                |
| ---------------------------------- |
| São Raimundo Campeón (11.º título) |

## Goleadores
- Actualizado el 16 de abril de 2024.

| Jugador       | Club          | Goles |
| ------------- | ------------- | ----- |
| Kiki          | GAS           | 5     |
| Binho         | Monte Roraima | 3     |
| Edson Negueba | River         | 3     |
| Branco        | Real          | 3     |